# Microregione di Barbacena
Barbacena è una microregione del Minas Gerais in Brasile, appartenente alla mesoregione di Campo das Vertentes.

## Comuni
È suddivisa in 12 comuni:
- Alfredo Vasconcelos
- Antônio Carlos
- Barbacena
- Barroso
- Capela Nova
- Caranaíba
- Carandaí
- Desterro do Melo
- Ibertioga
- Ressaquinha
- Santa Bárbara do Tugúrio
- Senhora dos Remédios